# 教宗保祿三世和他的孫子亞歷山德羅及奧塔維奧
《教宗保祿三世和他的孫子亞歷山德羅及奧塔維奧》（義大利語：Ritratto di Paolo III con i nipoti Alessandro e Ottavio Farnese）是由提齊安諾在帆布上畫的油畫，收藏在拿坡里國立卡波迪蒙特博物館 。它是由法爾内塞家族委託提齊安諾在1545年秋天和1546年6月之間訪問羅馬時繪畫。
畫面描繪了教宗保祿三世，原名亞歷山德羅·法爾內塞，和兩個他的孫子奧塔維奧·法爾內塞和亞歷山德羅·法爾內塞。奧塔維奧在他的左手邊跪下；亞歷山德羅，穿着樞機的衣服，站在他的右手邊。

## 概述
此畫於1546年作於羅馬，由教宗保祿三世委託提齊安諾所作，從這幅畫的X光檢測可以發現初稿與最終成品的差別，初稿的構圖更像是拉斐爾的《良十世和兩位樞機主教朱利奧·德·美第奇及路易吉·德·羅西肖像》，最終成品也不難看出受到此畫之影響。
我們可以從畫作背景發現此畫並未完成，因為背景與初稿幾乎一樣，但也有些學者認為這是提齊安諾作畫的手法之一，藉此讓作品瀰漫著密謀和虛偽客套的氣息，瓦薩里記載此畫受到畫中人物的一致好評，而這幅畫也被認為是所有時期最偉大的描繪靈魂的肖像之一。
我們可以發現此畫作中教宗被描繪成和藹可親的樣子，但眼神似乎充滿著疑惑，因為右邊的奧塔維奧看起來陰險狡詐，一派虛假的恭敬（奧塔維奧與其父皮埃爾·路易吉·法爾內塞的關係逐漸惡化，於隔年會同岳父查理五世暗殺了他的父親）。另一邊的亞歷山德羅倚靠在祖父的椅子上，與他們保持距離，表現出對祖父及弟弟不甚親近，且對弟弟的陰謀一無所知，一副若無其事的樣子將眼神轉向觀眾。而奧塔維奧屈膝的姿勢顯然是對擲鐵餅者諷刺性地模仿，確認了提齊安諾本人對古典時期雕刻作品不抱幻想的態度。
無論這幅畫想要表現對三人的關係解讀為何，畫作本身運用了不同的紅白色調並和諧地組合在一起，調配出某種華麗而沉重的顏色，是其他畫作所無法企及的。
此畫一直都由委託者法爾內塞家族收藏，並在家族絕嗣後傳予西班牙波旁王朝，現藏於拿坡里國立卡波迪蒙特博物館。

### 引用
1. ↑  有時被錯誤地翻譯為“教宗保祿三世和他的侄子亞歷山德羅及奧塔維奧”; 因為“nipote”同時可以表示“侄子”或“孫子”，但依據畫中人物的關係，此處應為孫子。
2. 1 2  Zuffi, p.108.
3. ↑  Zuffi ,p.108.
4. ↑   Gaeta, p.76-77.